# 干我屁事
《干我屁事》（英語：It's Not Me, It's You）是英國歌手莉莉·艾倫所推出的第二張個人專輯。

## 創作背景
莉莉·艾倫首先於2008年4月時宣布她的下一張新專輯將會有一番「全新風貌」。莉莉·艾倫並於隔年在2009年4月號的《Teen Vogue》雜誌的專訪中提及，她的新專輯風格是「趣味十足」且「融合了許多不同的音樂成素；諸如鄉村樂、爵士以及電音。」艾倫並提到:「我希望能寫一些具備舞曲風格的音樂，讓我的演唱會能更有特色且生動活潑。」

《干我屁事》的大部分歌曲皆是艾倫在洛杉磯的Eagle Rock錄音室和製作人格萊格·科爾斯汀一起合作完成的。就創作的過程而言艾倫說道:「葛瑞格負責大部份的合音，而我只需專注在主旋律和填詞就好，一旦歌曲的原始版本定了下來，接著就只要決定該朝哪個方向進行後製就好。」兩人起初於2007年秋季開始進行錄音工作，對此莉莉·艾倫如此描述道: 
「我們決定要做一些更有張力的音樂來，其中包含更多更夢幻、更實在的歌曲。從頭到尾我只想和同一個製作人合作，這樣一來音樂才會有一貫性。我記得我們第一首合作的歌曲是《可以這麼說》（英語：I Could Say）。基本上這首歌可說是整張專輯的基底風格。我自認為我已經長大了許多，而我也期待這方面能反映在我的音樂創作上。」

### 於MySpace發布的試樣歌曲
早先於專輯正式發行之前，莉莉·艾倫便已先行於在她的MySpace個人頁面上發表了不下一首的試樣歌曲。最早於2008年3月20日公布的兩首歌曲分別是《可以這麼說》以及《我不曉得》（英語：I Don't Know）；後者之後於重新命名後被選定為本張專輯的首波主打單曲，也就是現行版本的《沒在怕》（英語：The Fear）。針對這兩首單曲《數碼間諜》雜誌評論莉莉·艾倫的曲風為「更成熟、 更典型且更具電音感。」
第三首具有濃厚政治批判氣息的單曲一開始以《Guess Who Batman》之名面世，之後更名為《Get With the Brogram》，最後命名為《GWB》。雖然上述曲名字面上皆與小布希（英語：George W. Bush）有所牽連，但艾倫自述道:「這首歌並沒有針對特別個人而寫，起初這首歌只是因英國國家黨有感而發，後來我發覺歌中提及的議題涵蓋範圍已然超過單一事件，畢竟我們是年輕的一代，我們要為自己的未來作主，我們才是主人翁。我支持綠化而且我可以毫無顧忌地大肆唱言。」這首歌最終敲板定案命名為《去你的》（英語：Fuck You）。
莉莉·艾倫在MySpace上發表的第四首單曲是《Who'd of Known》，且註明這首歌因編曲和接招合唱團所作歌曲《Shine》過於相近，基於版權因素將不會發表於正式的專輯當中。不過之後接招樂團允諾艾倫能於正式專輯中發表這首歌。正式版本的曲名已改為《誰知道呢》（英語：Who'd Have Known）。
莉莉·艾倫在2月2日將12首專輯歌曲正式發布於MySpace以供試聽。

## 專輯發行
艾倫在2008年5月首度對《每日鏡報》證實專輯的錄製已接近尾聲。針對專輯的錄製她個人說道:「我現在很努力在寫歌。我下一張專輯即將問世了。這兩個禮拜我正在渡假，之後我會有一連串大型巡迴演唱。」
2008年8月，艾倫因專輯遲遲未發售一事而對所屬唱片公司EMI、Parlophone有所不滿。9月15日，她經由MySpace部落格正式向外公布新專輯將會於2009年的2月9日發行。
2008年7月，專輯名稱首度被命名為《迷戀淘氣步伐》（英語：Stuck on the Naughty Step）。10月7日，在廣播音樂公司頒獎典禮上，艾倫證實專輯名稱已被更定為《干我屁事》（英語：It's Not Me, It's You），因為她認為:「自己對於先前的專輯名稱感到索然。」
10月29日，艾倫證實了這張專輯將會於2009年2月10日在北美發行，同時曲目也將一同公開。她形容整張專輯的曲風將會更有張力且更夢幻。她提到自己在許多方面皆有所成長，也認為專輯將會誠實地反應她的這些變化。
12月19日，12首專輯歌曲先行逕送至各大線上商店及刊載於部落格上，以作為專輯正式發行前的樂評用。
12月20日，英報《太陽報》因應EMI唱片宣傳活動公布了7首混音歌曲，這些小型混音歌曲包含了《每個人都沉迷其中》、《沒在怕》，還有另外4首不曾發表過的專輯歌曲《不公平》（英語：Not Fair）、《22》、《永不實現》（英語：Never Gonna Happen）、《去你的》。
12月23日，《新音樂快遞》音樂雜誌對外公布專輯將先行於正式發售日期首度於其官方網站上播送。
《干我屁事》最先於2月8日於正式發售日前一天在英國提供數位下載。
在英國發售首週內，《干我屁事》便售出112,568張專輯，立即空降排行榜第一名。
而在北美發售首週，《干我屁事》登上《公告牌二百强专辑榜》第五名，當週共售出70,000張。
在法國，專輯首售創下法公信榜11名成績，並售出5,953張專輯。

## 评价
《干我屁事》基本上获得多数正面的评价。Garry Mulholland在《观察家报》上给予了这张专辑五颗星满分，并注脚「这是张完美的专辑」，并提到「对于一张以流行音乐为定位的专辑而言，能像《干我屁事》一般勇于对现世进行批判的例子少之又少。」James Skinner在英伦线上音乐杂誌《Drowned in Sound》中表名自己同意上述看法，并说道:「莉莉正站在她事业金字塔顶端，她不完美的存在无疑地显现出当代流行音乐之星的架势」，基本上是正面评价。英国时尚音乐杂誌《Clash》则作了以下评论: 「这位向来爱夸海口的英伦女歌手成功地返回乐坛，并再度向世人证实她拥有绝佳的勇气去坚持创作出她自信的一面。」而稍早该杂誌则对艾伦本人评论道: 「就其自传性专辑而言，她或许有足够勇气去拿自己未来十年的歌手生涯作冒险」。《告示牌》杂誌的Mikael Wood特别讚赏专辑当中的歌曲《祂》（英語：Him），认为其「无与伦比」。
《每日电讯报》给了这张专辑很高的评价。乐评Neil McCormick讚扬艾伦的歌曲，说道:「当歌曲真正触及艾伦週遭事物时，艾伦以其尖锐的口吻娓娓唱出足以匹配其日渐茁壮的冒险心和抒情的自信....其中《谁知道呢》是一首描述由友情转成爱情的一场温柔情感触发，而艾伦的唱腔更让人爱不释手。当我们在聆听这样的歌曲时，就彷彿是在聆听艾伦亲自叙述她自身的亲身体会及私密感言，只不过是透过让人哼唱不已的迭句来表现。」McCormick也同时讚扬了主打歌，称其「优秀」并认为「是一首透过活力十足而圆融的摩登电音舞曲伴奏来表达对于上流社会肤浅价值的讽刺控诉。」

## 曲目
| 曲序 | 曲目                              | 时长 |
| ---- | --------------------------------- | ---- |
| 1.   | Everyone's at It 每個人都沉迷其中 | 4:38 |
| 2.   | The Fear 沒在怕                   | 3:27 |
| 3.   | Not Fair 不公平                   | 3:21 |
| 4.   | 22                                | 3:06 |
| 5.   | I Could Say 可以這麼說            | 4:04 |
| 6.   | Back to the Start 回到原點        | 4:14 |
| 7.   | Never Gonna Happen 永不實現       | 3:27 |
| 8.   | Fuck You 去你的                   | 3:43 |
| 9.   | Who'd Have Known 誰知道呢         | 3:50 |
| 10.  | Chinese 中國菜                    | 3:28 |
| 11.  | Him 祂                            | 3:18 |
| 12.  | He Wasn't There 他不在            | 2:51 |